# Les Maîtres-chanteurs de Nuremberg
Pour plus de détails, voir Fiche technique et Distribution.
Les Maîtres-chanteurs de Nuremberg (titre original : Der Meister von Nürnberg) est un film allemand réalisé par Ludwig Berger sorti en 1927.
Il s'agit de l'adaptation de l'opéra de Richard Wagner.

## Synopsis
Le très respecté  greffier Beckmesser veut épouser Evchen, la fille de l'orfèvre Veit Pogner. Mais elle ne supporte pas l'homme chauve et fait donc la suggestion, ce qui semble à première vue hautement invraisemblable, d'épouser le cordonnier beaucoup plus âgé Hans Sachs. Le vieil homme est amoureux de la jolie Eva depuis un certain temps et est très heureux d'accepter cette idée, se considérant déjà comme son fiancé.
Le maître artisan de Nuremberg fait face à une forte concurrence de la part de son apprenti, qui s'appelle en fait Walther von Stolzing et vient d'une bonne famille. Lui aussi a les yeux rivés sur la bonne fille bourgeoise. Comme la fille, Walther veut échapper à un mariage non désiré. Lorsqu'il tente de s'enfuir avec Evchen Pogner, il est arrêté. Un concours de poésie devrait amener la décision, qui peut libérer Evchen. Hans Sachs remporte le concours, mais laisse son poème au jeune Walther lorsqu'il se rend compte que lui et Evchen sont ensemble.

## Fiche technique
- Titre : Les Maîtres-chanteurs de Nuremberg
- Titre original : Der Meister von Nürnberg
- Réalisation : Ludwig Berger
- Scénario : Robert Liebmann (de), Ludwig Berger, Rudolf Rittner
- Musique : Willy Schmidt-Gentner
- Direction artistique : Rudolf Bamberger
- Photographie : Karl Puth (de), Axel Graatkjær
- Production : Robert Wuellner (de)
- Société de production : Phoebus-Film (de)
- Société de distribution : Phoebus-Film
- Pays de production : Allemagne  République de Weimar
- Langue : allemand
- Format : Noir et blanc - 1,33:1 - 35 mm
- Genre : Drame
- Durée : 80 minutes
- Dates de sortie :
  - Allemagne: 5 septembre 1927.
  - Portugal : 5 mars 1928.
  - France : 4 octobre 1928[1]

## Distribution
- Rudolf Rittner : Hans Sachs
- Maria Matray : Evchen Pogner
- Max Gülstorff : Veit Pogner, son père
- Gustav Fröhlich : Walther von Stolzing
- Julius Falkenstein : Beckmesser
- Veit Harlan : David
- Elsa Wagner : Magdalena
- Hans Wassmann : Le conseiller
- Hermann Picha : Le gardien de nuit
- Adele Sandrock : la tante de Stolzing
- Paul Henckels:  Le barbier

## Production
Les Maîtres-chanteurs de Nuremberg est créé entre décembre 1926 et avril 1927 au Grunewald-Atelier et au Phoebus-Atelier. Le film en huit actes mesure 2 910 mètres de long.
Il est soumis à la censure pour la première fois le 20 juillet 1927. La première le 5 septembre 1927 au Capitol am Zoo (de) à Berlin est un spectacle festif au profit des fonds d'aide sociale de la Genossenschaft Deutscher Bühnen-Angehöriger (de).

## Source de traduction
- (de) Cet article est partiellement ou en totalité issu de l’article de Wikipédia en allemand intitulé « Der Meister von Nürnberg » (voir la liste des auteurs).